# Histoire économique de la France de 1789 à 1815
L' histoire économique de la France de 1789 à 1815 est constituée par l'ensemble des faits qui marquèrent l'histoire économique de ce pays sous la Révolution, le Consulat et le Premier Empire.

## Situation économique de la France à la veille de la Révolution

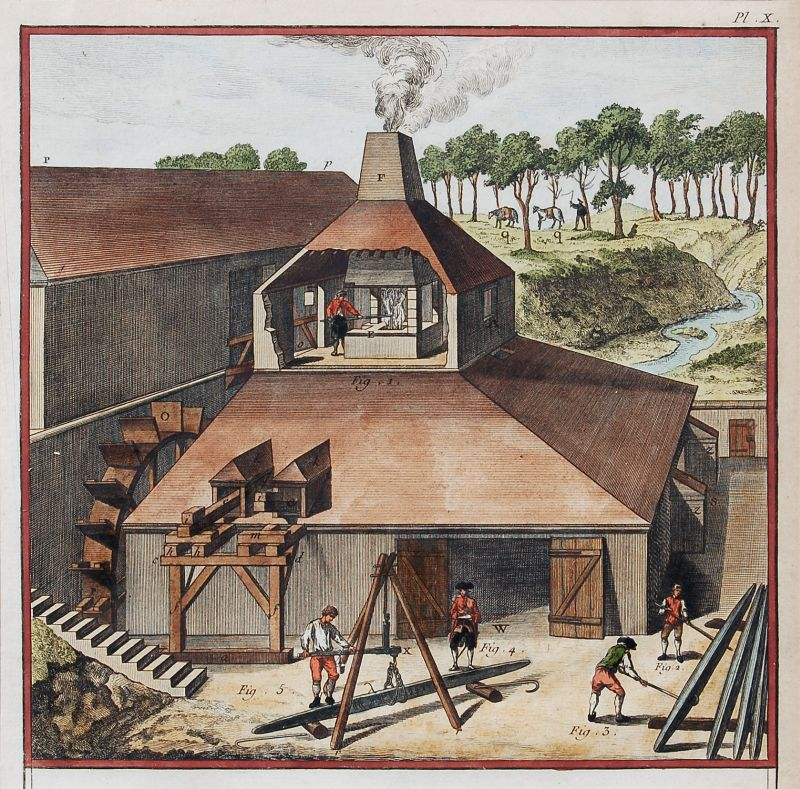
Illustration de lEncyclopédie représentant une forge au XVIIIe siècle.

La plupart des auteurs s'accordent sur le fait qu'il y a eu croissance économique en France, notamment dans la deuxième moitié du XVIIIe siècle, ce qui est corroboré par la croissance démographique du pays passé de 20 à 22 millions d'habitants au début du règne de Louis XV à 27,5 millions en 1789 dans les frontières du royaume et même les années 1780 à 1789 ont connu un mouvement naturel fortement excédentaire: 8 917 000 naissances contre 7 858 000 décès; données qui remettent en cause l'existence de difficultés sociales à l'extrême fin de l'Ancien Régime, suivant le schéma traditionnel de la crise « labroussienne ».
À partir de 1784, la France connaît une série de crises agricoles, (Elle avait déjà été touchée par une première crise frumentaire lors de la Guerre des farines de 1775) qui se traduit par des crises industrielles selon le modèle des crises d'Ancien régime d'Ernest Labrousse. Il y a eu mévente du vin par surabondance des vendanges, bas prix des grains jusqu'en 1787 et, au contraire, par suite de la mauvaise récolte de 1788, très forte poussée des prix céréaliers durant l'hiver 1788-1789; La production céréalière restait alors très sensible aux variations climatiques conjoncturelles. La hausse du prix du pain, qui absorbe 90 % du budget des travailleurs en 1789, est synonyme de contraction des débouchés pour les activités artisanales.
Les industriels français se plaignent aussi des effets du traité Eden-Rayneval, accord commercial signé avec la Grande-Bretagne en 1786, accusé de mettre en difficulté les industries de certaines villes.
À ces problèmes s’ajoute le risque de banqueroute de l’État dû à son fort endettement et à l'absence de réforme fiscale. C’est le problème financier de la France qui motive la tenue des États généraux, point de départ de la Révolution.
Pluies très fortes en septembre 1787, fortes encore en octobre, novembre et décembre. Ces pluies ont gêné les semailles, les terres sont détrempées. Un hiver très doux a pu encourager les parasites et les mauvaises herbes. Le mois de mars très sec a dû condamner la récolte 1788. L'herbe ne pousse pas, les froments jaunissent, les blés de printemps ne lèvent pas pendant quelques semaines. Sécheresse fin mai, qui durera jusqu'à la mi-juin. Et de mi-juin à août, canicule entrecoupée d'orages dévastateurs pour les récoltes, d'où des récoltes inférieures de 30% à la normale. Le climat a pu être influencé par El Niño ou à l'éruption de 1783 des Lakagígar en Islande,. On note pourtant quelques exportations de grain pendant la moisson 1788; mais Jacques Necker arrivé au pouvoir bloque cet export. La moisson assez bonne de 1789 ne parvient pas à compenser la perte de 1788. On trouve 58 émeutes de subsistances en 1788 et 231 en 1789 jusqu'à la fin avril. L'hiver de 1788-1789 est rude en Île-de-France. 
Déficit budgétaire catastrophique, montée de l'aristocratie libérale et de la bourgeoisie, frustration plébéiennes et paysannes, un début de famine est sans doute l'une des causes du soulèvement de 1789.

## Aperçu général de l'histoire économique de la France de 1789 à 1815

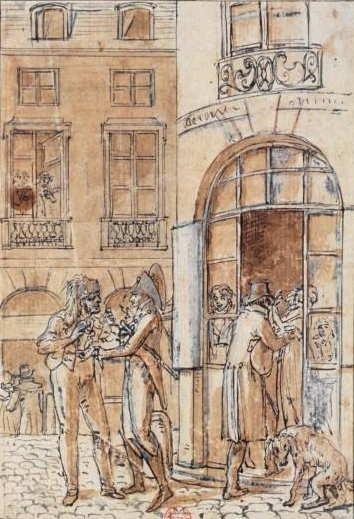
Change des assignats au Perron du Palais-Royal par Claude-Louis Desrais.

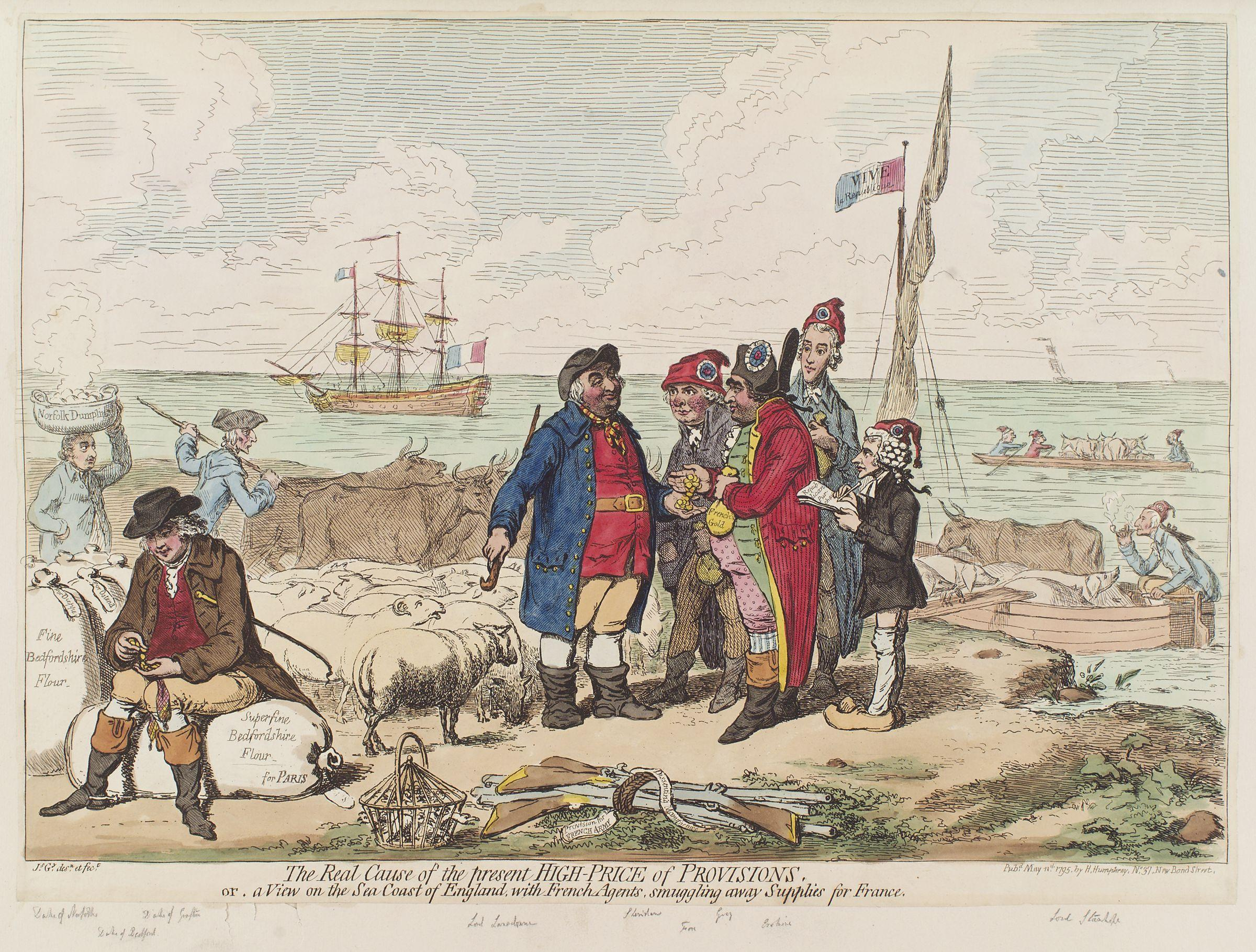
Gravure anglaise représentant des contrebandiers français chargeant des marchandises sur les côtes britanniques (1795).

La Révolution, d’abord menée par la bourgeoisie, a de nombreuses conséquences économiques. D'abord les droits féodaux disparaissent avec la Nuit du 4 août 1789 et les décrets des 4, 6, 7, 8 et 11 août 1789 où le partage du patrimoine foncier est bouleversé. Toutefois, dans un premier temps, la situation de la part la plus modeste de la population agricole en est peu changée. Cette mesure, qui se combine aux diverses confiscations des biens de l'Église et de la noblesse expatriée, permet d’abord aux bourgeois et aux paysans aisés de récupérer des terres, avant que la revente de parcelles plus petites ne profite à une plus grande partie de la population. 
L'individualisme et le libéralisme de la bourgeoisie trouvent leur expression dans la Déclaration des droits de l'homme et du citoyen de 1789, qui fait de la propriété privée un « droit inviolable et sacré » (article 17). Les troubles de la Révolution font que cette inspiration libérale est peu appliquée dans les faits, et laisse la place à des réquisitions, à une administration autoritaire des prix et des salaires, ou encore à l’instabilité monétaire liée à l’inflation des assignats.
Si la France hérite de la période napoléonienne d'importants progrès administratifs, elle ne connaît toutefois pas à cette époque une réussite économique marquante.
Les guerres de l’Empire aggravent la faiblesse démographique et leur financement raréfie les capitaux ; cependant les commandes militaires stimulent certaines industries. Les obstacles que la guerre maritime dresse pour le commerce permettent l’essor d’activités économiques de substitution dont l’exemple type est la betterave sucrière. Toutefois, le résultat global de la guerre maritime est l’écroulement du commerce extérieur français dont souffrent les ports de l'Atlantique. La réduction du commerce empêche le transfert de technologie depuis l’Angleterre et provoque des difficultés d’approvisionnement pour l’industrie du pays : le coton est quatre fois plus cher en France qu'en Angleterre. Le commerce extérieur diminue fortement, de grands ports sont touchés par des blocus, à l'instar de Bordeaux ou Marseille, mais certaines villes parviennent à se servir de leur fleuve pour accroître leurs échanges comme c'est le cas de Strasbourg et de Lyon. De grands travaux sont cependant réalisés : ports à Anvers, Cherbourg, des routes pour désenclaver les Alpes, et des routes pour la circulation autour de Paris.
Sur le plan géographique, la période du Consulat et de l'Empire annonce le déplacement du dynamisme économique : difficultés sur la côte Atlantique et désindustrialisation de l'ouest et du sud-ouest, mais développement de l'industrie dans l'est du pays. 
On estime que le PIB entre le début du Directoire et la fin de l'Empire a augmenté au rythme de 3 % par an (en excluant le secteur des services peu développé).

### Politique économique de NapoléonIer

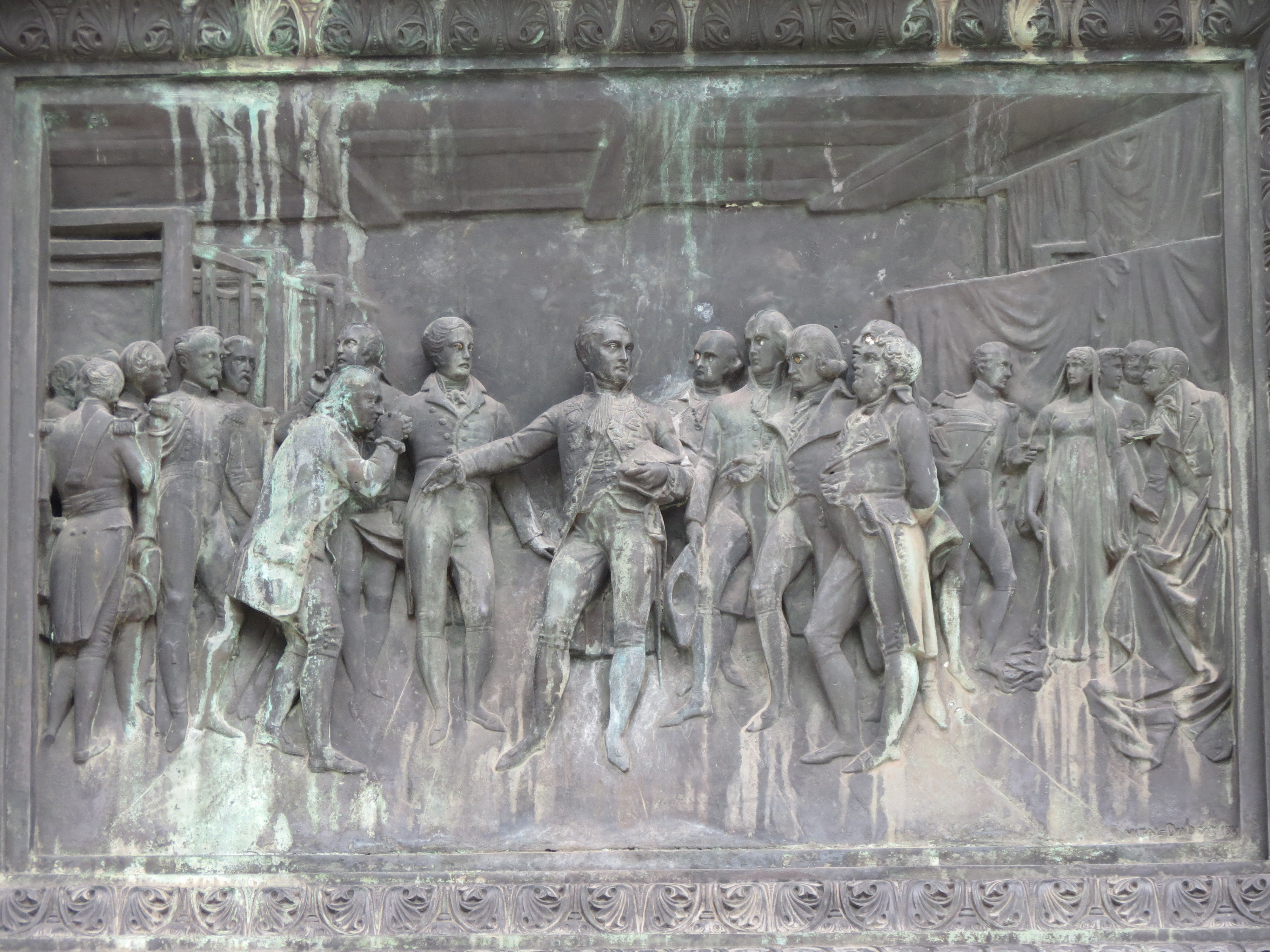
Bas-relief en bronze sur le socle de la statue équestre de Napoléon à Rouen représentant le premier consul visitant les manufactures du faubourg Saint-Sever et récompensant le plus ancien ouvrier de l'industrie rouennaise le 2 novembre 1802.

L'Empereur a toujours cru en la toute puissance de l'autorité publique en matière économique et tend à voir dans ses échecs l'œuvre de quelque puissance étrangère, et tout particulièrement de l'ennemi anglais, qui sert régulièrement de bouc émissaire à l'opinion.
Pour ce qui touche les questions monétaires et financières, Napoléon est plutôt méfiant à l'égard de tout ce qui est papier, notamment les billets de banque, les titres d'emprunt mais aussi les lettres de change.

## Cadre monétaire et financier

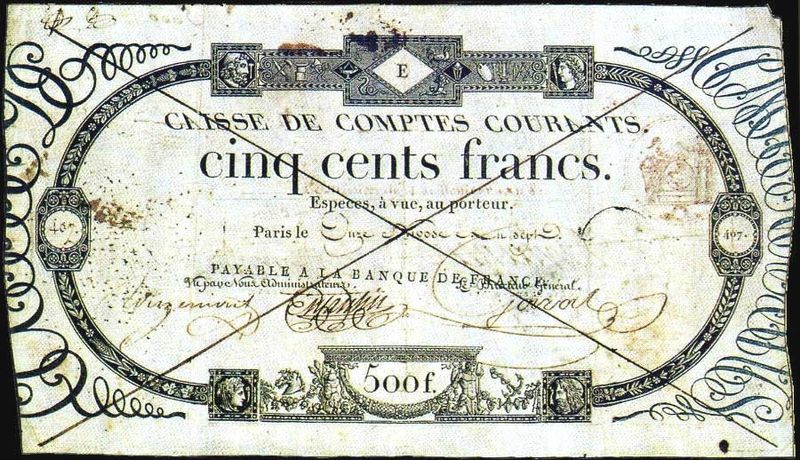

Pour faire face à la crise financière, amorcée dès le début de la seconde moitié des années 1780 par l'état déplorable des finances publiques, l'Assemblée constituante décide, le 2 novembre 1789, à la suite de la suggestion de Talleyrand, que tous les biens du clergé seront confisqués pour être « mis à disposition de la Nation ».
La création de la Banque de France (1800) et du franc germinal (1803) met en place un système monétaire stable.

## Cadre juridique
Le décret d'Allarde des 2 et 17 mars 1791 abolit les corporations qui, par leurs monopoles, entravaient la liberté d'entreprendre, et apparaissaient alors comme incompatibles avec le principe de souveraineté nationale issu des théories du contrat social définies notamment par Jean-Jacques Rousseau. Ce décret est rapidement confirmé par la loi Le Chapelier du 14 juin 1791, qui interdit les coalitions, c'est-à-dire les regroupements d'ouvriers et de paysans. Ces deux lois instaurent la liberté du commerce et de l'industrie, qui est le fondement de l'économie de marché en France et va permettre le développement de la grande industrie au siècle suivant, connu communément sous l'appellation de « révolution industrielle ». Les douanes intérieures sont supprimées.
La promulgation du Code de commerce en 1807 favorise le développement d’entreprises par actions : il distingue les sociétés en nom collectif, qui dominent au XIXe siècle, les sociétés anonymes (soumises à l’autorisation préalable de l’État), et les sociétés en commandite. Le cadastre rend la fiscalité plus efficace et plus juste.

## Cadre technique
Le 7 avril 1795, la Convention adopte un décret relatif aux poids et mesures officialisant l'usage du système métrique et fixant entre autres une nouvelle nomenclature de mesures de poids basée sur le gramme; un arrêté du 13 brumaire an IX (4 novembre 1800) rendant l'usage de ce système obligatoire.

## Fiscalité et dépenses publiques
Les dépenses publiques se sont amplifiées tout au long de l'Empire. De 550 millions de francs en 1801, le chiffre global des dépenses est passé à environ 1 milliard de francs en 1811, jusqu'à atteindre 1,264 milliard de francs en 1813, dernière année pour laquelle nous disposons d'une évaluation précise.
En 1815, la France verse aux vainqueurs une indemnité de 700 millions.

## Secteur primaire

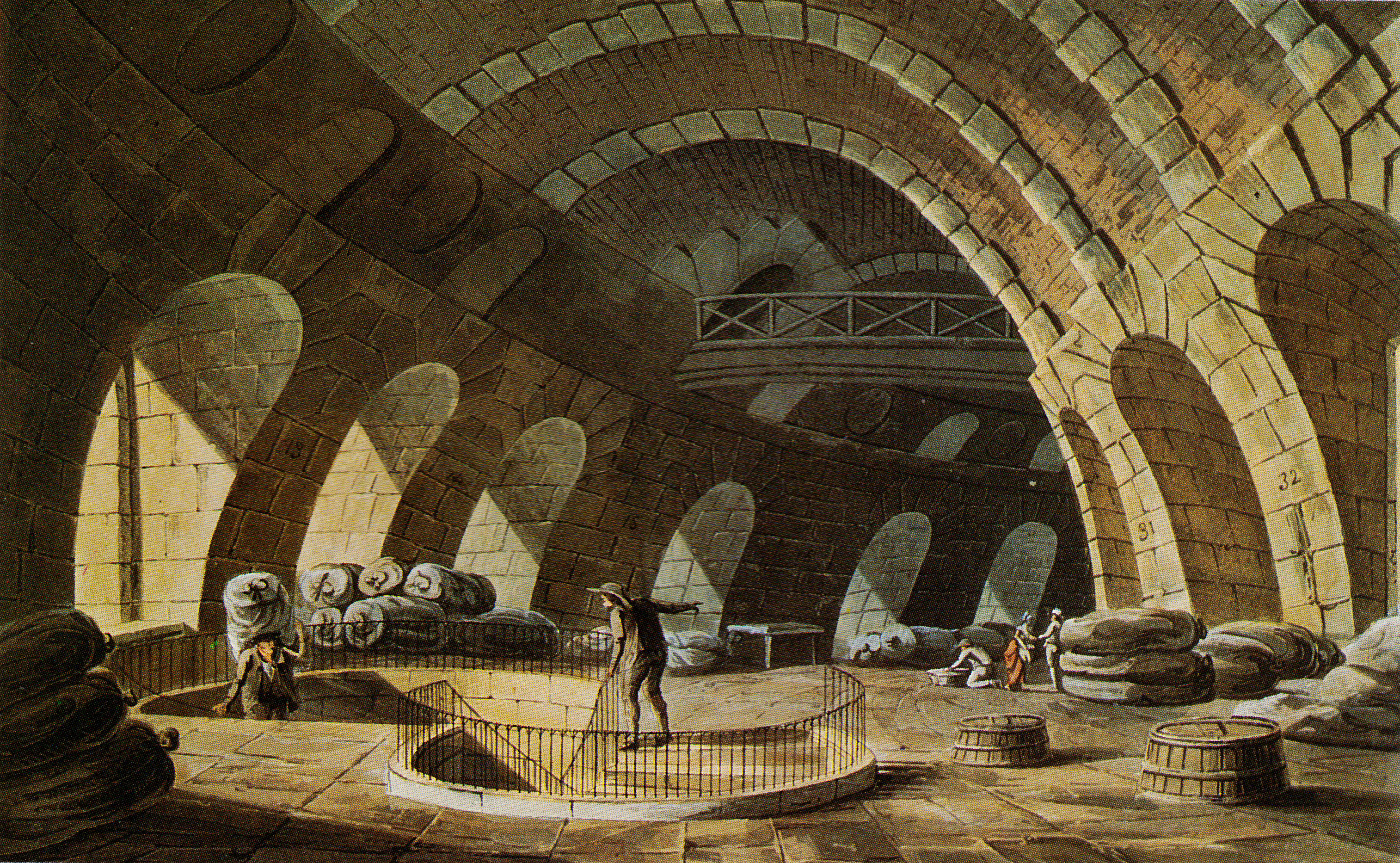
La halle au blé de Paris en 1809.

Dans le domaine de l’agriculture, les résultats de l’Empire ne sont pas exceptionnels. La pomme de terre se généralise, elle participe au recul de la jachère. Pourtant, sur la période 1803-1812, le taux de croissance annuel moyen du produit agricole n'est que de 0,3 %, un taux inférieur à la croissance démographique pourtant faible (0,5 %). La propriété paysanne progresse, mais le partage des terres à la mort entre les fils (d’après le Code civil) en provoque l’émiettement. De nombreux progrès sont tout de même réalisés : la betterave qui arrive en France en 1812 permet de faire grandement diminuer le prix du sucre. En outre, l'élevage de bétail, le vignoble progressent, mais les produits céréaliers régressent. D'une manière générale, entre 1796 et 1815, la production agricole a augmenté de 48 %.

## Secteur secondaire
« Si le paysage industriel (de la France au début du XIXe siècle - NdA) reste encore marqué plus par les petits ateliers que par les usines, celles-ci se multiplient. La guerre continuelle n'interdit pas la croissance de certains secteurs qui connaissent un « démarrage » annonciateur de la révolution industrielle du XIXe s. C'est le cas de l'industrie cotonnière ou de l'industrie chimique qui lui est en partie liée . Là sont à l'œuvre « les aventuriers du siècle », comme les frères Ternaux, qui ont plusieurs fabriques de draps à travers la France et concentrent dans leurs usines machines à filer le coton, à la tisser et à la blanchir. François Richard-Lenoir fabrique, à Paris et en Normandie, du coton filé, des calicots, des basins et des piqués. Faisant travailler plusieurs milliers d'ouvriers, il dispose d'un capital de 6 millions de francs et d'un revenu de 50.000 francs. Il fait partie du Conseil général du commerce, créer par le régime pour développer l'économie, et participe aux expositions qu'organise le gouvernement »

« Ces industriels « conquérants » ne savent pas ou ne peuvent pas employer d'autres sources d'énergie que celles de l'eau ou du charbon de bois. La houille est mieux exploitée qu'autrefois, mais peu utilisée dans les hauts fourneaux pour la fabrication de la fonte ou dans les machines à vapeur, deux techniques l'une et l'autre déjà courantes en Angleterre. Ces industriels investissent pourtant dans l'achat de machines, telle que la mule-jenny pour le filage du coton. Ils se suréquipent parfois, alors que les débouchés se ferment dans une Europe qui, elle aussi, s'industrialise et où les produits anglais de contrebande réapparaissent »

— Collectif, Axis, L'univers documentaire.

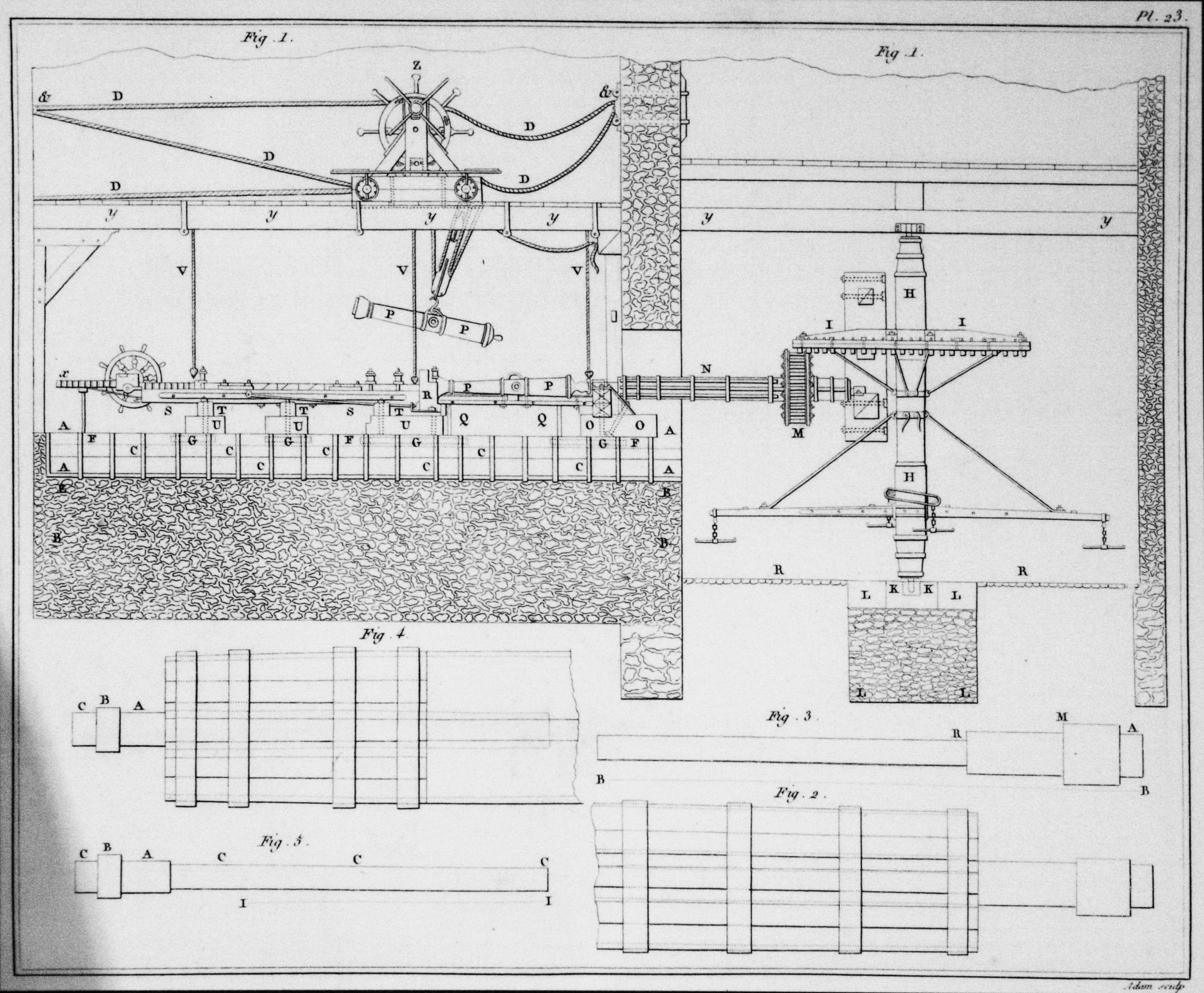
Fabrication de canons en 1810.

Dans l’industrie, ce sont les Départements réunis, en particulier ceux constituant l'actuelle  Belgique, qui profitent, au sein de l’Empire, du développement de la métallurgie et de la production de charbon.
Les progrès de l’industrie textile n’empêchent pas l’Angleterre d’accroître son avance dans la production de cotonnades. On constate cependant de nombreuses innovations qui participent à la prospérité de secteurs comme la soie à Lyon (métier à tisser Jacquard) ou les premiers développements de l’industrie chimique (soude par Nicolas Leblanc pendant la Révolution).
Malgré le retard français dans la sidérurgie, celle-ci progresse, mais la production industrielle ne retrouve son niveau de 1789 qu'en 1809.

## Grands acteurs de l'histoire économique de la France de 1789 à 1815

### Contrôleurs généraux et ministres des finances

#### Période révolutionnaire
- 16 juillet 1789 - 4 septembre 1790 : Jacques Necker

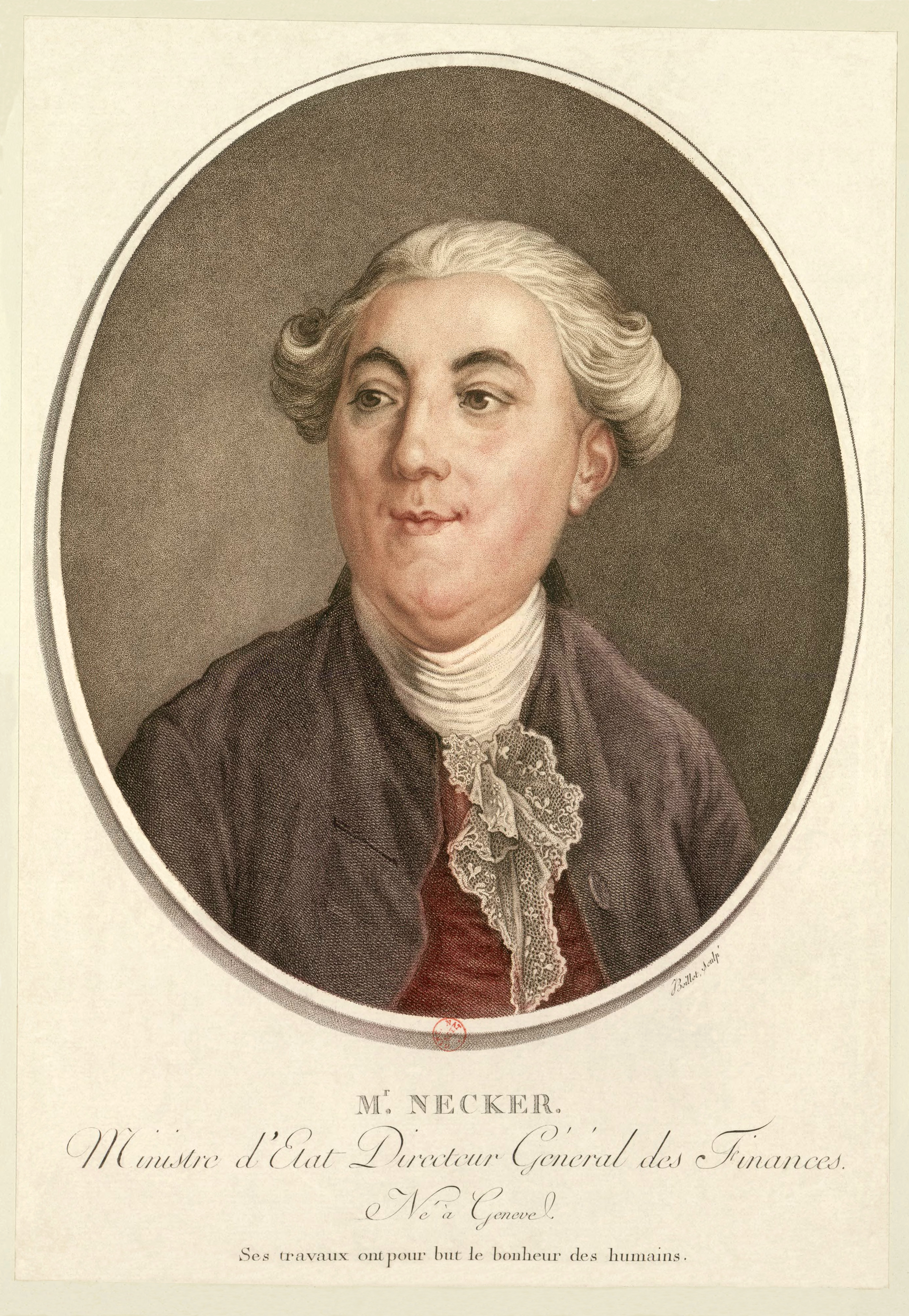
Jacques Necker, l'un des grands acteurs de l'histoire économique de la France à la fin du XVIIIe siècle.

- 4 septembre 1790 - 4 décembre 1790 : Claude Guillaume Lambert de Chamerolles
- 4 décembre 1790 - 27 avril 1791 : Claude Antoine de Valdec de Lessart
- 27 avril 1791 - 29 mai 1791 : Claude Antoine de Valdec de Lessart
- 29 mai 1791 - 24 mars 1792 : Louis Hardouin Tarbé
- 24 mars 1792 - 13 juin 1792 : Étienne Clavière
- 13 juin 1792 - 18 juin 1792 : Antoine Duranthon
- 18 juin 1792 - 29 juillet 1792 : Jules-Émile-François Hervé de Beaulieu
- 29 juillet 1792 - 10 août 1792 : René Delaville-Leroulx
- 10 août 1792 - 13 juin 1793 : Étienne Clavière
- 13 juin 1793 - 20 avril 1794 : Louis Grégoire Deschamps Destournelles
- 8 novembre 1795 - 14 février 1796 : Guillaume-Charles Faipoult
- 14 février 1796 - 20 juillet 1799 : Dominique-Vincent Ramel-Nogaret
- 20 juillet 1799 - 10 novembre 1799 : Robert Lindet

#### Consulat et Premier Empire
- 10 novembre 1799 - 1er avril 1814 : Martin Michel Charles Gaudin
- 1801 - 27 janvier 1806 : François Barbé-Marbois (ministre du Trésor public)
- 1806 - 30 mars 1814 : Nicolas François Mollien (ministre du Trésor public)
- 20 mars - 7 juillet 1815 (Cent-Jours): Martin Michel Charles Gaudin, duc de Gaète

### Autres ministères
- Pierre Daru: commissaire des guerres en 1789, il est nommé administrateur du service des subsistances militaires en l'an VII, puis commissaire ordonnateur. Commissaire général de la Grande Armée à l'ouverture de la campagne contre la Prusse en 1806, il sera le principal gestionnaire de l' « effort de guerre » de l'économie française pendant les guerres napoléoniennes.

### Industriels, banquiers et hommes d'affaires
- William Cockerill
- La fratrie Monneron - Charles-Claude-Ange (1735-1799), Jean Louis (1742-1805) et Pierre-Antoine (1747-1801) : fondateurs de la Banque Monneron.
- Guillaume Louis Ternaux (1763-1833) et Étienne Nicolas Louis Ternaux (1765-1830)
- Albert-François de Moré de Pontgibaud: ancien officier de l'armée du prince de Condé, il établit en 1798 sa maison de commerce, fondée en Suisse et spécialisée dans la broderie, à Trieste.
- Gabriel-Julien Ouvrard
- Jean Gossuin (1746-1808) célèbre armurier liégeois
- Nicolas-Noël Boutet